# Stiftung Archäologie
Die Stiftung Archäologie war eine Stiftung zur Förderung der archäologischen und kunsthistorischen Forschung insbesondere im Bereich der Farbigkeit antiker Kunst.
2016 wurde die Stiftung aufgelöst und ging in der Stiftung des Städelschen Kunstinstituts in Frankfurt auf. Der Großteil der von der Stiftung geförderten Rekonstruktionen gingen 2016 in den Besitz des Städelschen Kunstinstituts über.

## Ziele
Das ursprüngliche Aussehen der antiken Kunst und Architektur löste im 19. Jahrhundert große Diskussionen aus. Grabungen in antiken Heiligtümern brachten Marmorskulpturen mit reichen Farbresten ans Tageslicht. Bis zum Anfang des 20. Jahrhunderts dokumentierten aufwendige und kostspielige Publikationen die Farbigkeit und legten Farbrekonstruktionen vor.
Die westliche Welt ist im 20. Jahrhundert ganz allgemein von der Abstraktion des Gedankens und der Form geprägt. Die Fragen der sinnlichen Erscheinung antiker Kunst – insbesondere solche der Verwendung von Farbe und Ornament – blieben lange Zeit ausgeklammert.
1980 begann der Archäologe Volkmar von Graeve, ein Forscherteam um sich zu sammeln, das sich seitdem mit der antiken Farbgebung und der Polychromie beschäftigt. Aus langjährigen Untersuchungen an den Originalen sind Publikationen, Ausstellungen, internationale Kooperationen und Berichte in internationalen Medien hervorgegangen.
Die Stiftung unterstützte die Arbeit in diesen Forschungsfeldern und finanzierte Untersuchungen der Farbfassung und anderer Phänomene der Oberfläche (Patina usw.). Darüber hinaus förderte sie die Erstellung von Rekonstruktionen.
Die Stiftung unterstützte wissenschaftliche Publikationen von Arbeiten, die sich mit der Farbgebung, aber auch ganz allgemein mit Phänomenen der Wahrnehmung antiker Kunst auseinandersetzen. Sie förderte weiterhin Öffentlichkeitsarbeit in den oben erwähnten Forschungsbereichen. Dazu zählen Ausstellungen und Publikationen für ein breites Publikum (Ausstellungskataloge, Filmberichte).

## Aktivitäten
Bunte Götter – Die Farbigkeit antiker Skulptur – Eine Ausstellung zur Polychromie, die aus langjährigen Untersuchungen hervorgegangen ist, wurde  2003 und 2004 an der Münchner Glyptothek, den Vatikanischen Museen und der Ny Carlsberg Glyptotek in Kopenhagen gezeigt. Seitdem reist sie als Wanderausstellung um die Welt.
Die Stiftung verwaltete die wissenschaftlichen und experimentellen Rekonstruktionen aus dem Team von Vinzenz Brinkmann. Als solche war die Stiftung als Kooperationspartner der verschiedenen Versionen der Ausstellung „Bunte Götter“ (Harvard University Art Museums Cambridge, J. Paul Getty Museum Los Angeles, Pergamonmuseum Berlin, Archäologisches Nationalmuseum Athen, Archäologisches Museum Istanbul, Liebieghaus Skulpturensammlung Frankfurt usw.) aufgetreten. Diese Stiftungsaktivitäten fanden Beachtung in den internationalen Medien.
Die Stiftung förderte die Aktualisierung des Ausstellungskonzepts, indem sie neue Untersuchungen und Rekonstruktionen ermöglichte. Auf diese Weise wurde der aktuelle Stand der Forschung dargestellt.
Die Stiftung unterstützte durch Leihgaben Ausstellungsprojekte ihrer Partner. Zuletzt wurde ein Beitrag zur Ausstellung „Transformations“ der Ny Carlsberg Glyptotek in Kopenhagen geleistet.